# 彼得·拉特克利夫
彼得·约翰·拉特克利夫爵士（英語：Sir Peter John Ratcliffe，1954年3月14日—），英国医学家、分子生物学家。

## 生平
生于兰开夏，1972年赴剑桥大学和聖巴多羅買醫院学习医学，1978年毕业后转赴牛津。1989年建立了自己的新实验室。
拉特克利夫主要以对缺氧的研究知名。1989年建立新实验室后，拉特克利夫小组考察了红血球生成素的控制，这种物质在细胞缺氧后便会释放。他们继而研究了一系列细胞用于感知氧气的分子事件。

## 荣誉
于2010年获盖尔德纳国际奖、2016年获拉斯克基础医学研究奖。2019年获得诺贝尔生理学或医学奖。